# Eroii Revoluţiei (metropolitana di Bucarest)
Eroii Revoluției è una stazione della linea M2 della metropolitana di Bucarest, opera degli architetti Bogdan Popovici e Doina Tănăsescu. In futuro è pianificato l'interscambio con la M4.
Il nome della stazione una volta era Pieptănari, cambiato dopo la rivoluzione del 1989.
La stazione fu aperta il 24 gennaio 1986 come parte della sezione inaugurale della linea, da Piața Unirii a Depoul IMGB.